# Kroměřížská radnice
Kroměřížská radnice je renesanční nárožní budova, která se nachází na rohu Velkého náměstí, Kovářské ulice a ulice Prusinovského, kde navazuje na objekt bývalého měšťanského pivovaru. Patří k nejvýznamnějším stavbám v Kroměříži a v současnosti slouží svému původnímu účelu. Dnes je sídlem Městského úřadu Kroměříž.

## Historie
Kroměřížská městská radnice byla vystavěna někdy před rokem 1572, kdy je o ní první zmínka. Již v roce 1593 existovala přibližně v podobě, jakou známe dnes. Roku 1611 byla radnice za finančního přispění kardinála Františka z Dietrichštejna upravena. Pod ní bývalo vězení, v němž byl v roce 1610 vězněn uničovský farář sv. Jan Sarkander.
Výrazné škody stavba utrpěla při švédském vpádu v roce 1643 pod vedením generála Torstensona, kdy byla vypálena. Současně shořel i městský archív. Avšak do roku 1654 byla budova opět opravena.
Radnice byla v dalších letech stavebně upravována, zásadně pak biskupem Karlem II. z Lichtejštějna. Chronogram erbovní desky druhotně osazené ve vestibulu budovy uvádí rok 1668:
CaroLo

EpIsCopo pIo PrInCIpI

popVLVs CreMsIrIensIs

LoCat

V překladu: 

"Biskupovi Karlovi, zbožnému knížeti, zasadil (desku) lid kroměřížský"
 Menší opravy prodělala radnice v letech 1686, 1730 a 1787.
V roce 1850 městská rada přesídlila do Generálhausu na náměstí a do radnice se přestěhovalo okresní hejtmanství a soud. Při té příležitosti bylo do atiky vestavěno 3. patro, zrušeno bylo přeložené schodiště a upraveny fasády. Byly zrušeny i vzorové míry loket a sáh, které byly vytesány do kamene a umístěny na stěně radnice. Ze 40 metrů vysoké galerie věže hlásný vytruboval hodiny, naposledy při pruském vpádu v roce 1866.
Po roce 1945 proběhla rozsáhlá rekonstrukce budovy, která jí navrátila starší podobu. Ve vestibulu je i umístěná pamětní deska se jmény obětí 2.světové války z řad kroměřížských občanů, která je v centrální evidenci válečných hrobů a pietních míst evidovaná pod označením "CZE-7203-01499".
V roce 1963, kdy se konaly oslavy 700. výročí založení města Kroměříže, byla ukončena generální rekonstrukci radnice. Bylo znovu vybudováno dvouramenné schodiště a otevřeno podloubí, kde po staletí bývaly drobné krámky. Ty byly v rámci stavebních úprav zrušeny. Zároveň byl do budovy vrácen Městský národní výbor, který do té doby sídlil v budově Generálhausu na Velkém náměstí (později sídlo Městské policie).
Budova dnes slouží jako sídlo městského zastupitelstva a starosty, místostarostů i některých odborů, jako finančního, služeb a cestovního ruchu či právního, a několika dalších částí městského úřadu. V budově se konají svatby a některé jiné společenské akce.

## Architektura

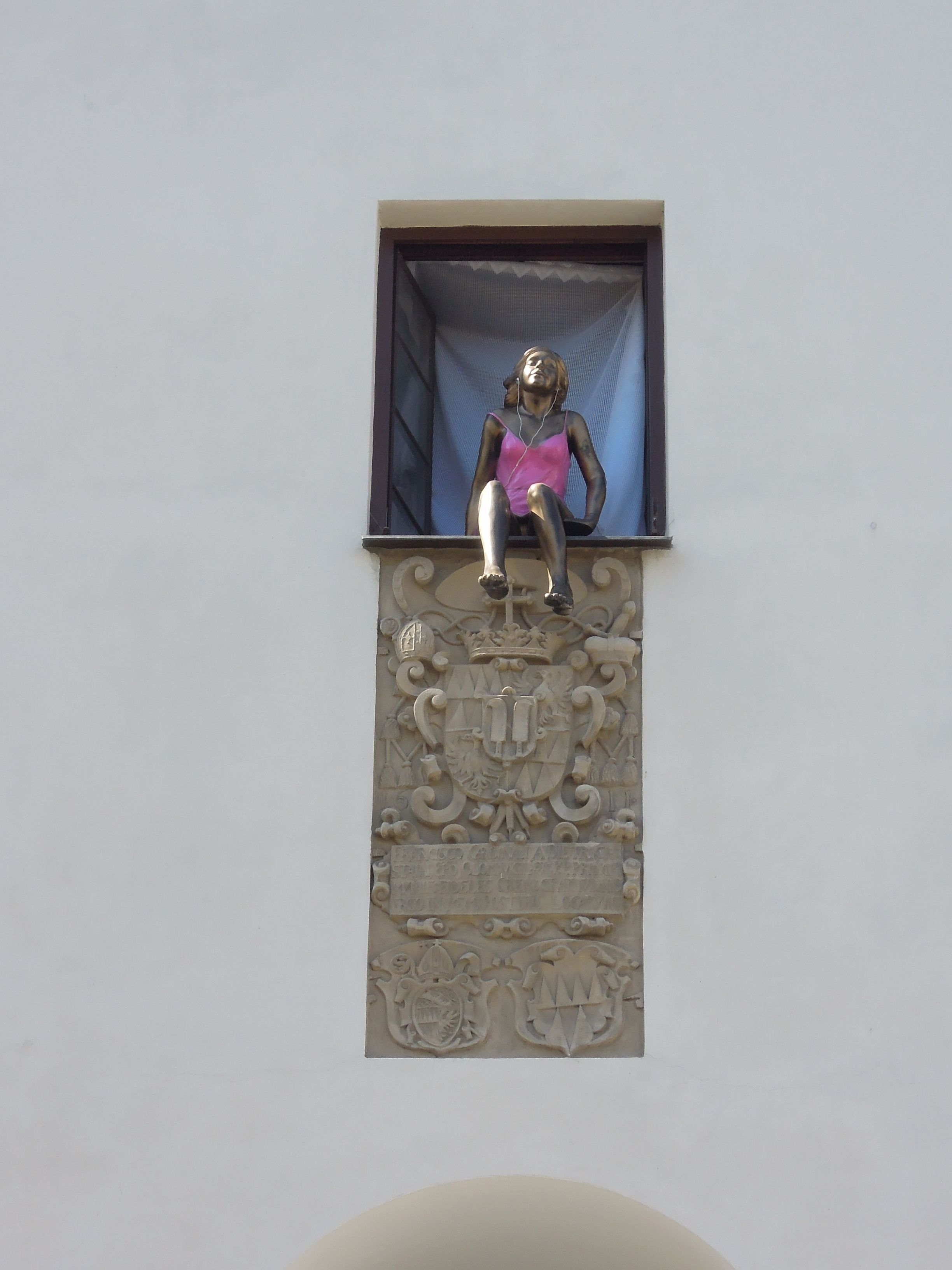
Erbovní deska s nápisem

Budova je charakteristická předsazenou 40 m vysokou radniční věží v ose průčelí obráceného do náměstí. Věž byla původně osazena dvojím ciferníkem a bylo ověřeno, že v roce 1691 se měřil dvojí čas, na celý orloj a na půlorloj. Na věži byl byt pro hlásného a pacholky, kteří střežili město před požárem. Byl tu také umístěn zvon zvaný pirglok, jímž se denně dávalo znamení, aby byly uzavřeny šenkovní domy.
Věž je zakončena kamenným ochozem a bání s lucernou. Pod ochozem se nachází mohutné ciferníky hodin, které pocházejí ze 17. století. Horní ciferník dnes ukazuje hodiny, dolní pak minuty. Pod hodinami je ve střední části věže vsazena erbovní deska s nápisem:
FRANCISCO  CARDINALI  A  DIETRICH:

STAIN,  EPO  OLOM:  VIGIL ETC.  P.P.  PRINCPI

MUNIF:  FIDELES  CREM:  GRATITUDINIS ERGO  IN  MEM:  POSTERIS  LOCARUNP

V překladu: 

"Františkovi, kardinálovi z Dietrichštejna, biskupovi olomouckému, bdělému, otci vlasti, knížeti nejdobrotivějšímu z vděčnosti zasadili, pro paměť potomstvu, věřící kroměřížští."